# Mandjelia oenpelli
Mandjelia oenpelli is een spinnensoort uit de familie Barychelidae. De soort komt voor in Noordelijk Territorium.